# Manuel Álvarez (marino)
Manuel Álvarez fue un marino y comerciante argentino, héroe del Combate de Carmen de Patagones, juez de paz, vecino principal de la ciudad de Carmen de Patagones y uno de los principales promotores del desarrollo y ocupación de la Patagonia Argentina.

## Biografía
Manuel Álvarez nació en Buenos Aires. Afincado en Carmen de Patagones para ejercer el comercio casó en 1826 con Marcelina Rial, hija de Francisca Sánchez del Rial, la primera maestra particular del pueblo, con quien tuvo 3 hijos. Su esposa sería la primera inspectora de escuela de Patagones en 1856.
Durante la guerra del Brasil, al producirse el Combate de Carmen de Patagones Álvarez tuvo un destacado desempeño contribuyendo a la victoria sobre las tropas invasoras del Imperio del Brasil.
En un parte de la acción se cita que "La tropa, todos los vecinos y habitantes del establecimiento se han comportado y prestado con la mayor energía y entusiasmo a destruir al enemigo invasor; de los que tienen lugar preferente D.Manuel Álvarez, D.Ramón Ocampos, D.Fernando Alfaro y Blas Ureña."
Durante el gobierno de Juan Manuel de Rosas estuvo preso por razones políticas. Tras la batalla de Caseros el gobierno provisorio de Vicente López y Planes lo designó nuevo juez de paz de Carmen de Patagones, trasladándose a la ciudad en el mismo año de 1852.
Al poco tiempo, Álvarez envío a Buenos Aires un primer informe acerca de la situación en la región, Bartolomé Mitre se ocupó del mismo dándolo a conocer en su periódico Los Debates donde afirmaba que "el autor de esta Memoria hace un verdadero servicio al país llamando la atención de él y del Gobierno sobre esa parte olvidada de nuestro territorio, cuya extensión ocupa una cuarta parte por lo menos del territorio de la Confederación Argentina. El gobierno español, como lo observa el Sr.Álvarez, dio siempre una seria atención a aquella parte de nuestro territorio, aunque guiado por ideas puramente políticas, pues su único interés al poblar aquellas regiones era tomar posesión del terreno para impedir que los extranjeros se apoderasen de sus costas o islas adyacentes. (trabajos como) los del señor Álvarez son los que hacen revivir la idea del comercio en aquel abandonado establecimiento de Patagones, del cual sólo se ha ocupado uno de nuestros gobiernos, que fue el de la Presidencia de Rivadavia. Establecida la libertad de comercio los colonos se consagrarían a la explotación de las grandes salinas que darán origen a varias industrias, tales como la salazón de cueros y carnes, y la de los excelentes pescados que abundan en aquellas costas."
El resultado final fue que Mitre propuso declarar "el territorio de Patagones en Estado de colonización, y en puerto franco el puerto del Carmen, quedando por consecuencia en dicho territorio suprimida la aduana y toda otra contribución directa o indirecta."
Tras la revolución del 11 de septiembre de 1852 el gobierno de Valentín Alsina solicitó a Álvarez el envío de auxilio, a lo que se negó. No obstante al llegar a Patagones por intermedio del marino James Harris, quien al mando de su goleta 7 de Marzo regresaba de Montevideo de uno de sus periódicos viajes con cargamento general de mercaderías, noticias de la sublevación del coronel Hilario Lagos y del Sitio de Buenos Aires por las fuerzas de la Confederación Argentina, Álvarez cambio de parecer.
Harris ofreció su goleta, que en sigilosos operativos nocturnos fue cargada con 14 toneladas de víveres y un contingente de voluntarios capitaneados por Manuel Álvarez, Juan Crespo, José Atkins e Ignacio Harris. Finalmente una madrugada y sin previo aviso a la Comandancia del Puerto, la 7 de marzo zarpó aparentemente en lastre. En el Río de la Plata enarboló bandera inglesa para burlar el bloqueo de la escuadra de la Confederación al mando de John Halstead Coe, quien aún no se había vendido al gobierno rebelde. 
En balizas exteriores fue advertida por la fuerza sitiadora, pero aunque fue perseguida y cañoneada consiguió entrar al puerto de Buenos Aires. Manuel Álvarez luchó hasta el levantamiento del sitio, regresando entonces a Carmen de Patagones.
En 1862 dirigió un extenso memorándum a Rufino de Elizalde, ministro de Relaciones Exteriores del gobierno de Bartolomé Mitre, llamando la atención sobre la ocupación chilena del estrecho de Magallanes.
En su Memoria descriptiva de Carmen de Patagones Álvarez recomendaba algunas medidas urgentes para evitar que progrese esa ocupación y recomienda utilizar los servicios de Luis Piedrabuena, dueño del pailebot Nancy a quien elogia como marino experto y como patriota.
Aconsejaba también que se reglamente la cacería de lobos y ballenas en el sur para evitar la extinción de esas especies y señalaba que los indios cercanos a Punta Arenas veían con desagrado las fundaciones chilenas.
El Memorándum de Álvarez tardó en tener repercusión en las esferas oficiales.
Álvarez fue responsable luego de nuevos informes acerca de la problemática de la pesca y de la explotación del guano en el territorio.